# Kevin Boothe

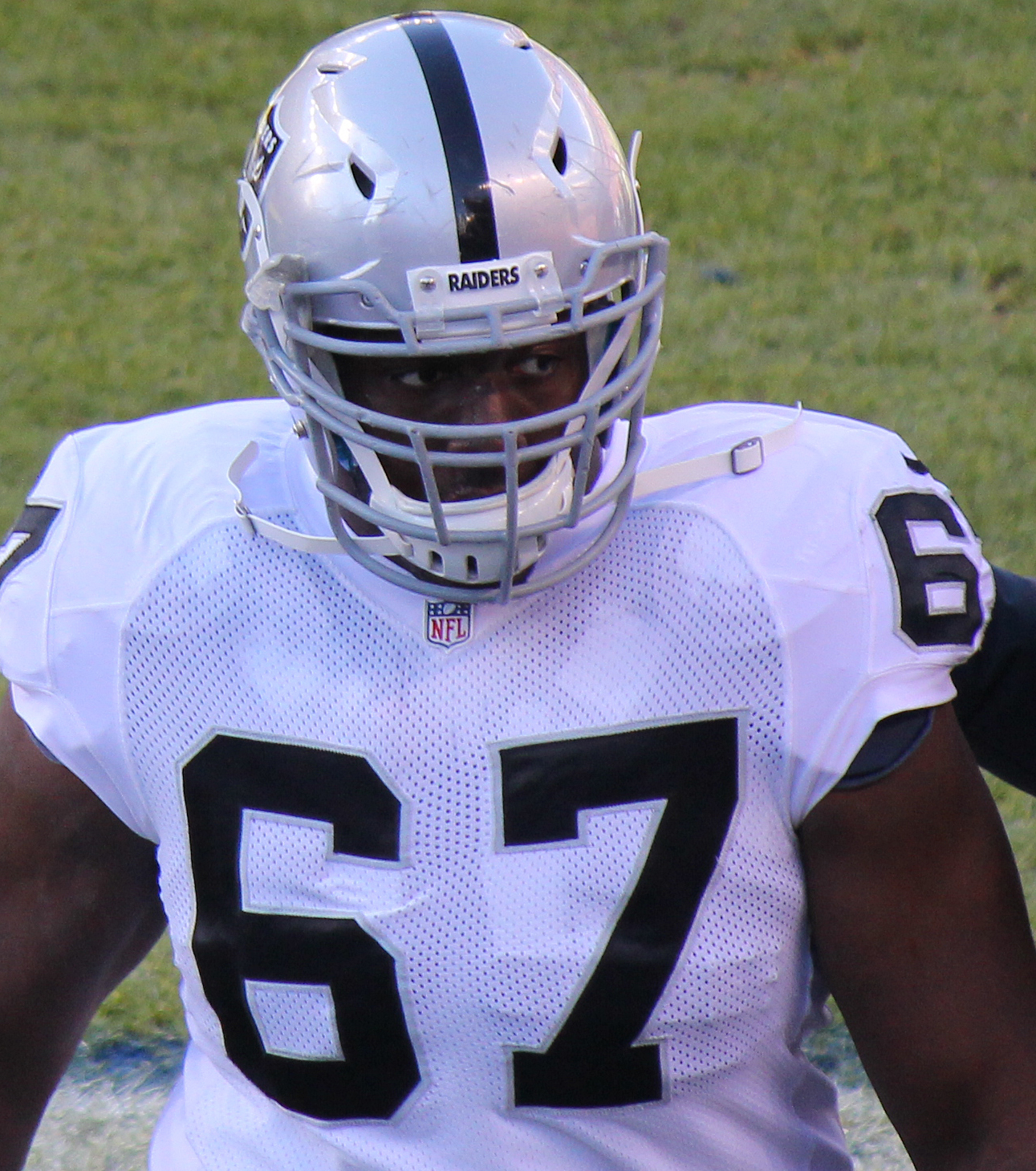
Imagem do jogador de futebol americano estadunidense Kevin Boothe.

Kevin Mark Boothe (5 de julho de 1983, Queens, New York) é um jogador profissional de futebol americano estadunidense que foi campeão da temporada de 2007 e de 2011 da National Football League jogando pelo New York Giants.